# Alpatláhuac
Alpatláhuac là một đô thị thuộc bang Veracruz, México. Năm 2005, dân số của đô thị này là 8988 người.